# Fracció d'oxigen inspirat
La fracció d'oxigen inspirat (FiO₂) és la fracció molar o volumètrica d'oxigen del gas inhalat. Els pacients mèdics que presenten dificultat per respirar reben aire enriquit amb oxigen, cosa que significa una FiO₂ superior a l'atmosfèric. L'aire natural conté 21% d'oxigen, el que equival a una FiO₂ de 0,21. L'aire enriquit amb oxigen té una FiO2 superior a 0,21 (un 1,0 significaria un 100% d'oxigen). La FiO₂ es manté normalment per sota de 0,5 en la ventilació mecànica, per evitar la toxicitat per l'oxigen, però hi ha aplicacions quan s'utilitza rutinàriament fins a un 100%.
Si la pressió baromètrica canvia, la FiO₂ pot romandre constant mentre la pressió parcial de l'oxigen canvia amb el canvi de la pressió baromètrica.

## Quocient PaO₂/FiO₂
Al quocient entre la pressió parcial d'oxigen arterial i la fracció d'oxigen inspirat, conegut també com a índex d'Horowitz o índex de Carrico, és una comparació entre el nivell d'oxigen a la sang i la concentració d'oxigen que es respira. Això ajuda a determinar el grau de problemes de la manera com els pulmons transfereixen l'oxigen a la sang. Per a la prova es recull una mostra de sang arterial. Un quocient inferior o igual a 200 és necessari per al diagnòstic de la síndrome del destret respiratori agut (SDRA) segons els criteris de l'AECC. Els criteris més recents de Berlín defineixen una SDRA lleu a un quocient de <300.